# 九龙山 (朝阳区)
九龙山位于北京朝阳区，广渠路与西大望路交叉点。

## 公共交通
九龙山地铁站是北京地铁7号线和 █ 14号线的换乘站。
途径北京九龙山公交站的有11路、30路、382路等14条公交线路。
北京九龙山附近有8个公交站，分别是珠江帝景(351米)、北京东站(472米)、苹果社区(525米)、大郊亭桥西(618米)、九龙花园(652米)、等。

## 附近餐饮点
九龙山公交站附近有小小酒家、沃尔玛购物广场(万达店)、帝景豪廷酒店。